# Митчелл, Коллин
Ко́ллин Ми́тчелл (англ. Collin Mitchell; 23 сентября, 1969, Фрипорт, Багамские острова) — канадский кёрлингист.
Играет на позиции второго. Входил в состав сборной Канады, выигравшей серебряные медали на зимних Олимпийских играх 1998 в Нагано (Япония).

## Достижения
- Зимние Олимпийские игры: серебро (1998).
- Канадский олимпийский отбор по кёрлингу: золото (1997).

## Команды
| Сезон   | Четвёртый    | Третий          | Второй         | Первый         | Запасной                       | Турниры               |
| ------- | ------------ | --------------- | -------------- | -------------- | ------------------------------ | --------------------- |
| 1992–93 | Майк Харрис  | Ричард Харт     | Коллин Митчелл | Джордж Кэррис  |                                |                       |
| 1994–95 | Dan Cleutinx | Reid Ferguson   | Коллин Митчелл | Jason Mitchell |                                |                       |
| 1996–97 | Майк Харрис  | Ричард Харт     | Коллин Митчелл | Джордж Кэррис  |                                |                       |
| 1997–98 | Майк Харрис  | Ричард Харт     | Коллин Митчелл | Джордж Кэррис  | Пол Сэвидж                     | КООК 1997 · ЗОИ 1998  |
| 1998–99 | Майк Харрис  | Ричард Харт     | Коллин Митчелл | Джордж Кэррис  |                                |                       |
| 1999–00 | Майк Харрис  | Ричард Харт     | Коллин Митчелл | Джордж Кэррис  |                                |                       |
| 2000–01 | Гленн Ховард | Ричард Харт     | Коллин Митчелл | Jason Mitchell |                                |                       |
| 2001–02 | Гленн Ховард | Ричард Харт     | Коллин Митчелл | Jason Mitchell |                                |                       |
| 2002–03 | Гленн Ховард | Ричард Харт     | Коллин Митчелл | Jason Mitchell |                                |                       |
| 2003–04 | Гленн Ховард | Ричард Харт     | Коллин Митчелл | Jason Mitchell |                                |                       |
| 2006–07 | John Base    | Phil Loevenmark | Коллин Митчелл | Paul Moffat    |                                | КК 2007 (7 место)     |
| 2007–08 | Майк Харрис  | Джон Эппинг     | Коллин Митчелл | Trevor Wall    |                                |                       |
| 2013    | Джон Эппинг  | Скотт Бейли     | Коллин Митчелл | David Mathers  |                                |                       |
| 2013–14 | Джон Эппинг  | Скотт Бейли     | Коллин Митчелл | David Mathers  | Trevor Wall тренер: Jim Wilson | КООК 2013 (8-е место) |

(скипы выделены полужирным шрифтом; см. также )

## Частная жизнь
Работает президентом компании W. Mitchell & Son Mechanical Ltd.
Женат, трое детей.